# Forrest J. Ackerman
Forrest James Ackerman (Los Ángeles, California, 24 de noviembre de 1916-Los Ángeles, California, 4 de diciembre de 2008) también conocido como Mr. Science Fiction, fue un editor y autor de ciencia ficción de Estados Unidos.
Ackerman, conocido también como «Forry», «4e» o «4SJ» (y al que no le gustaba que pusieran un punto después de su "J"), ejerció una gran influencia sobre el origen, la organización y la difusión del fandom de la ciencia ficción y fue una figura clave de la aceptación cultural del género en la literatura, el cine y el arte en general.
Ackerman empezó a leer ciencia ficción en 1926 y empezó a escribir cuentos poco después.
Como redactor trabajó en las publicaciones Famous Monsters of Filmland, Monsterworld y Spacemen. También ejerció de agente literario, por ejemplo importando la serie Perry Rhodan a los EE. UU.
Poseedor de una enorme colección de obras de ciencia ficción, Ackerman estaba considerado uno de los mayores eruditos del tema. Recibió tres Retro Hugos al mejor escritor aficionado más otras dos nominaciones para el mismo galardón.
El premio Forry Award se concede en su honor y se concede desde 1966 por los méritos excepcionales en la ciencia ficción. El propio Ackerman recibió el premio en 2002.
Fue un defensor destacado del idioma esperanto, que hablaba desde su adolescencia. Murió de un infarto al corazón.

## Biografía
Ackerman nació el 24 de noviembre de 1916 en Los Ángeles, su madre era Carroll Cridland (1883 - 1977) y su padre William Schilling Ackerman (1892 - 1951). Su padre era de Nueva York y su madre era de Ohio, hija del arquitecto George Wyman. Ackerman estuvo casado con la profesora y traductora Wendayne Wahrman hasta su muerte.

## Obra

### No ficción
- A Reference Guide to American Science Fiction Films
- The Frankenscience Monster
- Forrest J Ackerman's Worlds of Science Fiction
- Famous Forrie Fotos: Over 70 Years of Ackermemories
- Mr. Monster's Movie Gold, A Treasure-Trove Of Imagi-Movies
- Worlds of Tomorrow: the Amazing Universe of Science Fiction Art
- Lon of 1000 Faces
- Famous Monster of Filmland #1: An encyclopedia of the first 50 issues
- Famous Monster of Filmland #2: An encyclopedia of issue 50-100
- Metropolis by Thea von Harbou - intro and "stillustration" by FJ Ackerman

### Antologías
- Rainbow Fantasia: 35 Spectrumatic Tales of Wonder
- Science Fiction Worlds of Forrest J Ackerman
- Best Science Fiction for 1973
- The Gernsback Awards Vol. 1, 1926
- Gosh! Wow! (Sense of Wonder) Science Fiction'"
- Reel futures
- I, Vampire: Interviews with the Undead
- Ackermanthology: Millennium Edition: 65 Astonishing Rediscovered Sci-Fi Shorts
- Womanthology
- Martianthology
- Film Futures
- Expanded Science Fiction Worlds of Forrest J Ackerman and Friends, PLUS
- Dr. Acula's Thrilling Tales of the Uncanny

### Historias cortas
- “Nyusa, Nymph of Darkness “
- “The Shortest Story Ever Told “
- “A Martian Oddity”
- “Earth's Lucky Day “
- “The Record “
- “Micro Man “
- “Tarzan and the Golden Loin “
- “Dhactwhu!-Remember? “
- “Kiki”
- “The Mute Question”
- “Atoms and Stars”
- “The Lady Takes a Powder”
- “Sabina of the White Cylinder”
- “What an Idea!”
- “Death Rides the Spaceways”
- “Dwellers in the Dust”
- “Burn Witch, Burn”
- “Yvala”
- “The Girl Who Wasn't There”
- “Count Down to Doom “
- “Time to Change “
- “And Then the Cover Was Bare”
- “The Atomic Monument”
- “Letter to an Angel”
- “The Man Who Was Thirsty “
- “The Radclyffe Effect”
- “Cosmic Report Card: Earth”
- “Great Gog's Grave”
- “The Naughty Venuzian”